# Втручання Росії в європейську політику
Справа «Голосу Європи» була однією з низки розкритих операцій впливу на європейську політику. У 2024 році Чеська секретна розвідувальна служба (BIS) викрила фінансовану Росією проросійську мережу впливу з громадським виданням «Голос Європи», використовуючи право- крило та євроскептиків політиків, щоб впливати на Європейські вибори та інші вибори. Мережу підозрюють у підкупі кількох європейських політиків з різних країн.

## Історія
Згідно зі звітом, оприлюдненим 28 березня 2024 року BIS, який опублікувала чеська газета Denník N, Росія заплатила сотні тисяч євро через свою Прагу [[Ультраправі] політика|права риторика]] Веб-сайт «Голос Європи» до європейських політиків (переважно з Нідерландів, Бельгії, Німеччини, Франції, Угорщини та Польщі) з метою впливу на європейські вибори на користь позицій проти України та ЄС за допомогою правих євроскептиків політиків.
Приклади політиків, які ймовірно причетні до кампанії, включають лідера партії Нідерландський FvD Тьєррі Боде, який дав інтерв'ю «Голосу Європи», і бельгійця Філіп Девінтер з партія Vlaams Belang. Сам Боде систематично заперечував отримання таких пожертв, зокрема під час парламентських дебатів щодо виходу з ЄС.
Згідно з цитатою високопоставленого чеського чиновника, опублікованою Denník N, «головною метою „Голосу Європи“ було поширити думку про те, що мир можливий лише за умови відмови України від права захищати свій суверенітет і цілісність». За даними BIS, «Голосом Європи» керував Віктор Медведчук, колишній український олігарх, який багато років був близьким другом із президентом Росії Путіним. Медведчук одразу потрапив до санкційного списку Чехії, як і його близький соратник Артем Марчевський.
Голос Європи також потрапив до санкційного списку, тобто всі фінансові активи були заморожені. Новинний сайт може продовжувати працювати, але гроші більше не можуть перераховуватися людям, пов'язаним з ним.
Звіти «Голосу Європи» стверджують, що іноземці відповідальні за більше половини всіх серйозних злочинів у Франкфурт, Німеччина, і що кампанія президента Франції Макрона проти Росії Небезпека не приваблює французьких виборців, згідно з останніми опитуваннями. «Le Monde» повідомила, що DGSI розслідувало проросійську кампанію щодо виборів до Європарламенту наступного червня.

## Веб-сайт
Веб-сайт бере свій початок у Нідерландах. Підприємець, пов'язаний із сайтом у той час, «працював із» ультраправим лідером Тьєррі Боде у 2016 році, щоб «провести референдум в Україні», — написала нідерландська газета, посилаючись на необов'язкове голосування, під час якого голландські виборці виступили проти Угода про політичну асоціацію між Україною та ЄС.
У 2023 році «Голос Європи» був відновлений і відтоді мав адресу біля Вацлавської площі у Празі. У березні 2024 року польський бізнесмен Яцек Якубчик отримав усі частки компанії в організаційно-правовій формі s.r.o.

## Замішані політики
Сторінка Голосу Європи на YouTube відкриває парад законодавців ЄС, багато з яких належать до ультраправих євроскептичних партій. Вони сходяться в опозиції проти Green Deal, пророкують неминучий розпад Союзу або атакують Україну.
- Тьєррі Боде', Нідерландський FvD. Боде дав інтерв'ю «Голосу Європи» і систематично заперечував отримання пожертвувань, зокрема під час парламентських дебатів щодо виходу з ЄС.
- Філіп Брюссельманс,[3] Бельгійський політик і політичний діяч.
- Петр Бистронь', німецька AfD, кандидат на виборах до Європарламенту 2024 року. У квітні 2024 року Прокуратура Мюнхена розпочали досудове розслідування через можливе підкуп народних обранців. Як повідомляє Die Zeit, прокуратура підозрює, що 20 000 євро були передані під час зустрічі між Бистроном і співробітниками російської пропаганди в Празі.[4]
- Filip Dewinter', Партія Vlaams Belang
- Маттео Гацціні,' італійська Forza Italia, колишня Lega Nord. Він дав інтерв'ю «Голосу Європи» та взяв участь у панельних дебатах разом з іншими євродепутатами. Він заперечував, що йому пропонували чи брали гроші.[2]
- Максимілан Крах', німецька AfD, головний кандидат на європейських виборах 2024 року і вже європейський депутат.

## Розслідування та реакція уряду
Міністерство закордонних справ Чехії наклало санкції на олігарха Віктора Медведчука, а також на сам Голос Європи та людину на ім'я Артем Павлович Марчевський, ймовірно причетних до операції.
Польські спецслужби заявили, що провели обшуки в рамках транскордонного розслідування у Варшаві та Тихах на заході Польщі. Місцеві ЗМІ посилаються на заяву служб безпеки, згідно з якою влада вилучила 48 500 євро та 36 000 доларів США.

## Політична реакція
«Кремль використовує підступні засоби масової інформації, які видають себе за засоби масової інформації [і] за гроші купують прихований вплив», — сказала віце-президент Європейської комісії Чехії Вера Йоурова.